# Telly Savalas
Aristotelis Savalas (griego: Αριστοτέλης Σαβάλας; Garden City, Nueva York, 21 de enero de 1922-Nueva York, 22 de enero de 1994), más conocido como Telly Savalas, fue un actor y cantante estadounidense cuya carrera abarcó cuatro décadas. Célebre por su cabeza calva y voz profunda y resonante, se hizo popular por interpretar al teniente Theo Kojak en la serie de drama criminal Kojak (1973-1978) y al archivillano de James Bond Ernst Stavro Blofeld en la película Al servicio secreto de Su Majestad (1969).
Otros papeles incluyen El hombre de Alcatraz (1962), The Greatest Story Ever Told (1965), La Batalla de las Ardenas (1965), Doce del patíbulo (1967), Kelly's Heroes (1970), Pánico en el Transiberiano (1972), Lisa y el diablo (1974) y Escape to Athena (1979). Por El hombre de Alcatraz, fue nominado al Óscar y al Globo de Oro como mejor actor de reparto.
Como cantante, Savalas lanzó una versión de la canción If de la banda estadounidense Bread, que se convirtió en el sencillo número uno del Reino Unido en 1975. La canción también alcanzó el puesto número 12 en Australia.

## Primeros años
Fue el segundo de los cinco hijos nacidos del matrimonio de estadounidenses de origen griego formado por Christina Savalas (de soltera, Kapsalis; 1904-1984), artista neoyorquina nacida en Esparta, y Nick Savalas (1883-1948), dueño de un restaurante griego. Fue bautizado con el nombre de Aristotelis Savalas, Telly fue el diminutivo de su nombre y se le conocería de este modo como Telly Savalas. Savalas y su hermano mayor, Gus, trabajaron desde los diez años como vendedores de periódicos y limpiabotas para ayudar en la economía familiar.

## Carrera
Cuando empezó la escuela de primaria, solo hablaba griego; pero aprendió inglés y en 1934 ganó un premio de ortografía que debido a un descuido no recibió hasta 1991, cuando al darse cuenta el director de la escuela y el Boston Herald se lo otorgaron. Después de la graduación en 1940 de la escuela de secundaria Sewanka de Nueva York, trabajó como socorrista; pero en una ocasión un hombre que se ahogaba falleció pese a sus esfuerzos mientras sus dos hijos esperaban llorando que su padre despertara. Esto afectó a Savalas para el resto de su vida, promoviendo siempre la seguridad en el agua y llevando a sus seis hijos a clases de natación.
De 1941 a 1943, fue reclutado y sirvió en la Segunda Guerra Mundial en un campo de entrenamiento médico en Virginia. Fue dado de baja con el grado de cabo tras sufrir un grave accidente automovilístico. Pasó un año en el hospital recuperándose con un esguince de tobillo, fractura de pelvis y conmoción cerebral. Cuando entró en la Universidad de Columbia, Savalas asistió a diversos cursos, como inglés, radio y psicología. Más tarde, estudió actuación en la Universidad de Mánchester en Inglaterra.[cita requerida] Se graduó en 1946.

## Inicios como locutor de radio
Después de la guerra, trabajó para el Departamento de Estado de Estados Unidos, presentando su programa de radio Voice de América, y luego en ABC News.
A la edad de treinta años, el siguiente trabajo de Savalas fue en un popular programa de radio, como fijo en este programa informal de entrevistas, The Coffehouse in New York City, en el que hacía de anfitrión en una cafetería típica en la ciudad de Nueva York. En una de sus funciones, trató con la actriz Ava Gardner, que estuvo como estrella invitada en directo.[cita requerida]
Luego Telly fue director ejecutivo de informativos en la cadena ABC, donde su característico timbre de voz se haría reconocible. Savalas después se convirtió en productor ejecutivo en el programa televisivo Gillette Cavalcade of Sports.

## Salto al cine

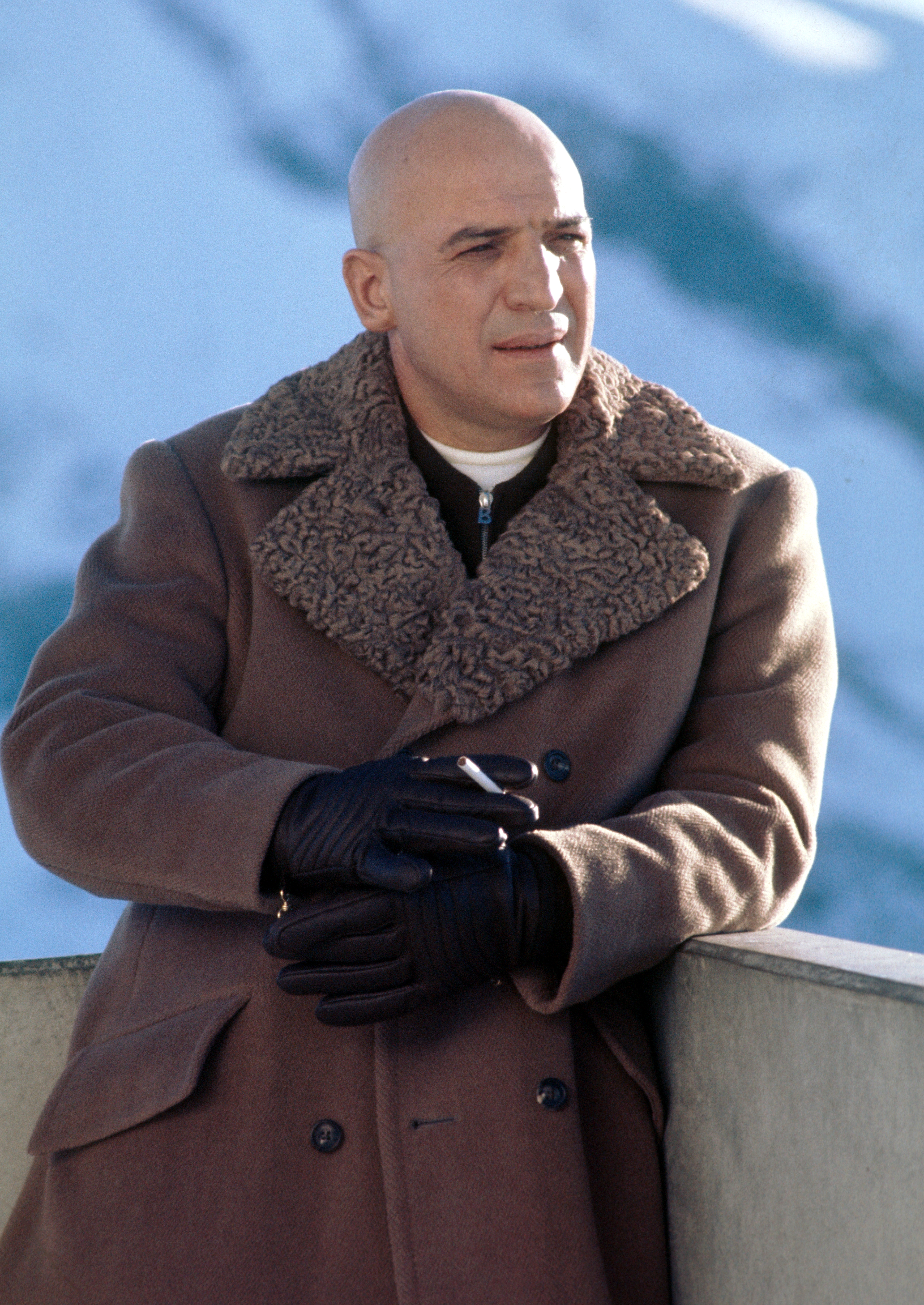
Savalas en el set de «On Her Majesty's Secret Service» en Piz Gloria, Suiza (1968)

Más tarde, Savalas actuó por primera vez como actor en el programa de televisión Armstrong Circle Theater (1959) al sustituir a un amigo que no pudo acudir al buscarse un intérprete con acento europeo y luego en la serie El testigo, como Lucky Luciano, donde el consagrado actor Burt Lancaster «le descubrió» y le introdujo en la meca del cine. Lancaster sería uno de sus mejores amigos y esta amistad duraría hasta el final de sus vidas.
Savalas fue invitado a realizar un papel de fiscal de distrito idealista en el melodrama El joven salvador (1961). Ya con cuarenta años, siguió adelante en las artes escénicas para ejecutar una serie de papeles de mucha importancia, ganándose la aclamación y una nominación al Óscar al mejor actor secundario por su papel como el sádico Feto Gómez de El hombre de Alcatraz (1962). 
Obtuvo el papel de Poncio Pilato en el filme bíblico The Greatest Story Ever Told (1965). Desde esa interpretación, Savalas eligió permanecer completamente calvo rapándose y con esta apariencia distintiva logró permanecer en la memoria pública de los cinéfilos.
Savalas actuó memorablemente en The Dirty Dozen (1967), Los doce del patíbulo, en Argentina y España, una película de acción del director Robert Aldrich, y reapareció haciendo dos papeles diferentes en dos remakes de la película adaptada para la TV. 
Más tarde, realizó filmes que se convirtieron en clásicos, tales como: Los violentos de Kelly (1970), y The Scalphunters (1968), una película del Oeste que reveló los perfiles sociales del racismo durante el movimiento por los derechos civiles; ese mismo año participó en una comedia con Gina Lollobrigida, Buona Sera, Mrs. Campbell.
En 1969, interpretó a Ernst Stavro Blofeld, la némesis del agente 007 James Bond, en la película On Her Majesty's Secret Service.
En 1972, participó en una atípica producción española de terror: Pánico en el Transiberiano, junto a un elenco internacional que incluía a Christopher Lee, Peter Cushing, Alberto de Mendoza y una joven Silvia Tortosa.

## El estrellato en la televisión:Kojak
Antes de ser la estrella de Kojak, Telly Savalas trabajó en episodios en televisión de series legendarias: Los Intocables, donde interpreta a un gánster en 1960, y en El fugitivo, donde interviene en el capítulo «Where the action is» de 1964 interpretando a Policheck, dueño de un hotel de Reno y donde empleaba a David Janssen.
Su carrera se consagró con el telefilme Marcus-Nelson Murders (transmitido por Telefilme Radiodifusión en 1973), donde quedó encasillado como el detective Theo Kojak. Savalas aprovechó su fama como Kojak alcanzando gran notoriedad, ya que el éxito de la película dio pie a una serie que duró por cinco años siendo transmitida por la Red Radiodifusora de Columbia (1973-1978). Después de la serie Kojak, Savalas repitió el personaje Theo Kojak en varios telefilmes basados en su personaje, manteniendo su imagen pública en auge. 
Durante esos años, su estilo de vida cambió comprando una mansión en Colorado. Además incursionó en la autoría musical y registró muchos álbumes, incluyendo Telly (1974) y Who Loves Ya, Baby (1976) con versiones de clásicos como «Something», «A Song for You», etc.
Incursionó en la dirección de cine con Más allá de la razón (1977). 
A todo lo largo de su vida, Telly Savalas fue un escritor creativo carismático, director y productor. Conquistó varios premios Emmy, el Peabody, y Globos de Oro. 
En 1990, la alcaldía de la ciudad de Nueva York declaró al telefilme Marcus-Nelson Murders como la película oficial de la ciudad de Nueva York, y honró a Telly Savalas con las llaves de la ciudad.
Savallas quedó encasillado y asociado al personaje que le dio fama y, aunque hizo intentos de desencasillarse, no pudo o no quiso hacerlo de manera determinante, ya que era el fundamento de su fama, reconocimiento y riqueza.

## Vida personal
Savalas tuvo fama de mujeriego y estuvo casado tres veces. Las primeras nupcias las contrajo después de la muerte de su padre de cáncer de vejiga, Savalas se casó con su amor de la universidad, Katherine Nicolaides. Tuvieron a una hija, Christina (nacida en 1950). 
En 1957, Katherine solicitó el divorcio tras enterarse de que Telly rehuía constantemente a proveedores y tenía una incontrolable economía deficitaria. 
En 1960, contrajo nupcias con Marilyn Gardner, una instructora teatral. Al año siguiente, la pareja tuvo una hija, Candice (nacida 1961) y una segunda hija, Penelope, nació en 1963. 
En 1969, trabajando en la película de la saga de James Bond junto a Diana Rigg y George Lazenby, On Her Majesty's Secret Service, Savalas conoció a otra mujer llamada Sally Adams mientras estaba de vacaciones en Inglaterra y mantuvo con ella una relación adúltera hasta 1973, fruto de la cual nació un varón llamado Nick (nacido 1973); Marilyn Gardner solicitó el divorcio a Savalas en 1974.
Su hijastra, otra hija natural de Sally Adams, de nombre Nicolette Sheridan (nacida en 1963), es también actriz, y su ahijada fue nada menos que Jennifer Aniston, una actriz de fama por la serie de comedia Friends. 
En 1977, durante sus últimos días de trabajo como Theo Kojak, conoció a Julie Hovland, una agente de viajes de Minnesota. Ese mismo año se casaron y tuvieron dos hijos: Christian y Ariana.
Después de que Savalas regresara a su papel de Theo Kojak en los años ochenta, y ya con sesenta años de edad, comenzó a perder a parientes cercanos, en principio perdió a George Savalas, su hermano, quien interpretó al detective Stavros en la serie original Kojak, y que murió en 1985 de leucemia. En 1988, falleció Christina, su madre, con la que siempre había estado muy próximo.

## Últimos años
En 1984, le fue diagnosticado un agresivo cáncer de próstata. Él simplemente ignoró la enfermedad y rehusó la asistencia médica hasta 1993, cuando el cáncer ya estaba ramificado y no le quedaba mucho tiempo de vida.

Al debatirse entre la vida y la muerte, continuó teniendo el papel principal al estilo Theo Kojak en muchos filmes, incluyendo un papel recurrente en The Commish. 
Savalas murió la mañana del 22 de enero de 1994 en California, justo un día después de cumplir 72 años. La causa fue las complicaciones de cáncer de la próstata.
A la familia de Julie y Telly se unieron muchos afligidos en un entierro en una iglesia católica, incluyendo a actrices como Angie Dickinson, Nicolette Sheridan, Jennifer Aniston, Sally Adams y actores como Frank Sinatra, Don Rickles, Kevin Dobson, Dan Frazer y Vince Conti. Sus primeras dos esposas, Katharine y Marilyn, llegaron con sus respectivos hijos, como también lo hizo su tercera esposa, Julie. Su hermano Gus también asistió al entierro, pero su mejor amigo, Burt Lancaster no pudo por su delicada salud. Lancaster fallecería sólo nueve meses después de la muerte de Savalas. Savalas fue enterrado en el camposanto Parque Memorial Forest Lawn (Hollywood Hills) Los Ángeles, California.

## Premios y nominaciones
Óscar
| Año  | Categoría              | Película              | Resultado |
| ---- | ---------------------- | --------------------- | --------- |
| 1963 | Mejor actor de reparto | El hombre de Alcatraz | Nominado  |

Globos de Oro
| Año  | Categoría                    | Película                  | Resultado |
| ---- | ---------------------------- | ------------------------- | --------- |
| 1963 | Mejor actor de reparto       | El hombre de Alcatraz     | Nominado  |
| 1966 | Mejor actor de reparto       | La Batalla de las Ardenas | Nominado  |
| 1975 | Mejor actor de serie – Drama | Kojak                     | Ganador   |
| 1976 | Mejor actor de serie – Drama | Kojak                     | Ganador   |
| 1977 | Mejor actor de serie – Drama | Kojak                     | Nominado  |
| 1978 | Mejor actor de serie – Drama | Kojak                     | Nominado  |

Premios Primetime Emmy
| Año  | Categoría                          | Película | Resultado |
| ---- | ---------------------------------- | -------- | --------- |
| 1974 | Mejor actor de serie dramática     | Kojak    | Ganador   |
| 1975 | Mejor actor de serie dramática     | Kojak    | Nominado  |
| 1975 | Mejor dirección de serie dramática | Kojak    | Nominado  |